# دلهمو
دلهمو إحدى قرى مركز أشمون التابع لمحافظة المنوفية بجمهورية مصر العربية. 

## السكان
بلغ عدد سكان دلهمو 11,699 نسمة، حسب الإحصاء الرسمي لعام 2006.